# كنيسة سيدة جراثيا دي نيركون
كنيسة سيدة جراثيا دي نيركون (بالإسبانية: Iglesia de Señora de Gracia de Nercón) هي كنيسة رومانيّة كاثوليكيّة تقع في جزيرة تشيلوي، وتحديدًا في بلدة نيركون ضمن بلدية كاسترو في تشيلي. تم تشييدها عام 1890 عندما كان أرخبيل تشيلوي لايزال جزءًا من ممتلكات التاج الإسباني، حيث تمثّل اندماجًا بين الثقافة اليسوعيّة الأوروبيّة ومهارات الشعوب الأصليّّة وتقاليدها، وهي مثال على ثقافة المستيزو.
تُعتبر كنيسة سيدة جراثيا دي نيركون واحدة من أقدم الكنائس التقليديّة في تشيلوي، والتي بقيت سليمة تقريبًا من عصر البعثة اليسوعيّة.

## الحماية
تُعتبر هذه الكنيسة واحدة من 16 كنيسة خشبية فريدة تم إدراجها على قائمة التراث العالمي التابعة لليونيسكو في عام 2000 تحت مسمى كنائس تشيلوي. كما قامت جامعة تشيلي، ومؤسسة كنائس تشيلوي الثقافية، وغيرها من المؤسسات بجهود كبيرة للحفاظ على هذه المنشآت التاريخيّة.

## صور

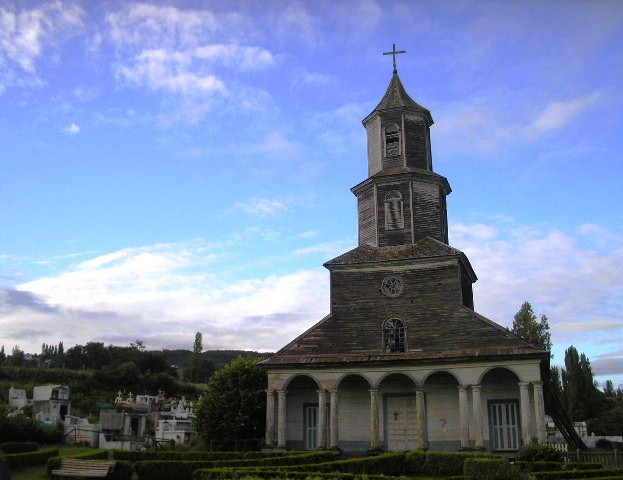
واجهة الكنيسة.

## الموقع
تقع كنيسة سيدة جراثيا دي نيركون ضمن بلدية كاسترو (التي يقع فيها أيضًا كنيسة سان فرانثيسكو، كنيسة سانتا ماريا دي ريلان، وكنيسة تشيلين)، شرق أرخبيل تشيلوي.